# Оганнисян, Виктория Артёмовна
Викто́рия Артёмовна Оганнися́н (12 ноября 2000, Ереван, Армения) — российская певица, участница детских шоу талантов, получившая известность благодаря исполнению арии из фильма «Пятый элемент» в десятилетнем возрасте.

## Биография
Родилась в Ереване, с 8 лет жила в Ростове-на-Дону, с 12 лет — в Москве. Свободно владеет русским и армянским языками. В семье не было музыкантов, запела внезапно в возрасте 9 лет оперным голосом во время игры в куклы песню «В лесу родилась ёлочка», чем удивила свою бабушку, с этого момента стала заниматься музыкой. Виктория училась на отделении сольного пения в детской школе искусств № 6 имени Г. В. Свиридова в Ростове-на-Дону. После переезда в Москву училась в детской школе искусств имени А. А. Алябьева. С весны 2013 года находится под патронажем Любови Казарновской.
В 2011 году приобрела известность в интернете благодаря видео, в котором в возрасте 10 лет в костюме инопланетянки исполнила арию («Lucia de Lammermoor» и «Diva Dance») из фильма «Пятый элемент». После этого в 2012 году стала участницей шоу «Минута славы», где исполнила ту же арию. Затем участвовала в четвёртом сезоне шоу «У Украины есть талант».
Победительница ряда национальных музыкальных конкурсов и фестивалей, таких как «Южная звезда» (2011), «Донская волна» (2012), «Национальное достояние» (2012), «Москва-Транзит-Москва» (2013), «Москва-Транзит-Геленджик» (2013) и ряда других.
В 2014 году была участницей первого сезона проекта «Голос. Дети». Выступала в команде Пелагеи. Выбыла на этапе поединков. В 2015 году стала финалисткой конкурса «Синяя птица».
В репертуаре Виктории песни и арии на русском, украинском, румынском, итальянском, французском, японском, испанском, латинском, армянском, английском, фарси, хинди, иврите, словенском, греческом, албанском, грузинском, арамейском, аварском, китайском, корейском, малайском. курдском, казахском, арабском языках. С 2017 года работает над собственными песнями.

## Дискография

### Синглы
- Beo Benda (2017)
- Победа наша (2018)
- Как ангел (2018)
- Тай (2018)
- Мне исполнилось 18 (2018)
- Everyday (2019)
- Взгляни на небеса (2019)
- Действуй (2019)
- Shat em sirum qez (2019)
- Славься, Великий Бог (2020)
- Два берега (2020)
- RIMBA (2021)
- Jesus Love Me (2021)
- Муза Любви (2022)
- Забытые Мечты (2022)

## Отзывы
Эдуард Дядюра:

Несмотря на то, что Вика начала петь совсем недавно и до этого нигде вокалу не училась, музыкальное образование ей и не нужно. Она — готовая артистка!

Артём Варгафтик:

Вика Оганнисян — Маленькое… или наоборот — Большое Чудо

Аркадий Арканов:

Девочка Виктория Оганесян — она безупречна, там ещё есть над чем работать, но, по уровню дарования, даже трудно представить, что её ждет в будущем. И, конечно, ей уже сейчас место в консерватории. У неё замечательный потенциал!

Вячеслав Батаев:

Меня поразила юная певица Виктория Оганесян! Я горд, что такие самородки появились на нашем конкурсе в системе ОАО «РЖД». Викторию Оганесян мы, несомненно, поддержим всячески (в том числе и деньгами). Такой талант нужно развивать и соответствующим образом популяризировать, через все имеющиеся средства массовой информации.

Родион Газманов:

Девочка Виктория Оганесян замахнулась на такое, на что мало кто из заслуженных и народных замахнётся. И она это сделала!